# Philipp da Baviera
Philipp da Baviera (Munique, 22 de setembro de 1576 - Dachau, 28 de maio de 1598) foi um cardeal do século XVI

## Biografia
Nasceu em Munique em 22 de setembro de 1576. Filho de Guilherme V da Baviera, e de Renata de Lorena. Os outros filhos foram Christoph (1570-1570): Christine (1571-1580); Maximiliano I, Eleitor da Baviera (1573-1651); Maria Ana (1574-1616); Fernando, arcebispo de Colônia, reitor de Berchtesgaden e eleitor do Sacro Império Romano (1577-1650); Eleonore Madalena (1578-1579); Carlos (1580-1587); Alberto VI, Duque da Baviera-Leuchtenberg (1584-1666); Madalena, duquesa da Baviera (1587-1628). Ele também está listado como Ioannes Theodorus da Baviera.
Estudou na Universidade de Ingolstadt (filosofia e teologia); frequentou a universidade junto com seu irmão mais novo, Ferdinand.
Cânone dos capítulos das catedrais de Colônia, Mainz, Salzburgo e Trier.
Ele nunca recebeu as ordens sagradas.
Postulado pelo capítulo da catedral de Regensburg, 14 de julho de 1579; por breve apostólico, Feliciano Ningarda, OP, bispo de Scala, núncio na Suíça, foi nomeado administrador da diocese, em 13 de junho de 1580; o capítulo então o elegeu bispo em 6 de setembro de 1592, e a Santa Sé confirmou a nomeação; nesse mesmo dia, Andrea Fabrizio, protonotário apostólico, foi nomeado coadministrador (1) . Foi para Roma com seus dois irmãos em 1592 a pedido de seu pai; foi recebido com honras e carinho pelo Papa, pelo Colégio Cardinalício e pelos embaixadores junto à Santa Sé; na presença de vinte e oito cardeais, fez um elegante discurso; ele foi designado para a Congregação para Assuntos Alemães; depois de alguns meses, voltou para a Baviera.
Criado cardeal diácono no consistório de 18 de dezembro de 1596; ele nunca foi a Roma para receber o chapéu vermelho e a diaconia. Na solene consagração da igreja jesuíta de Munique, construída por seu pai, proferiu uma homilia grave e dotta. Ele pregou e ensinou o povo com sua palavra e também com seu exemplo
Morreu em Dachau em 18 de maio de 1598 (calendário juliano; 28 de maio de 1598 calendário gregoriano), dos ferimentos sofridos ao cair de um cavalo, no castelo de seu pai em Dachau. Sepultado no túmulo do seu antepassado na colegiada de S. Maria, Munique